# John McArthur, Jr.

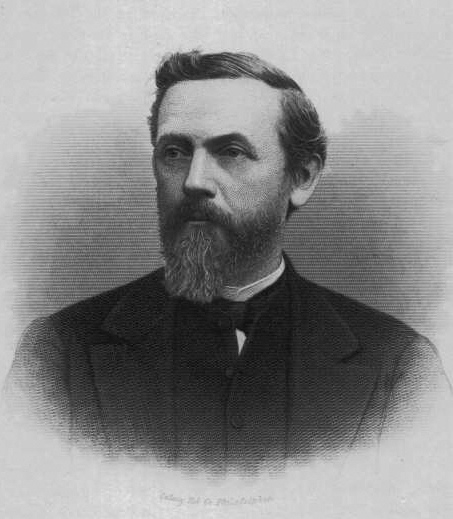
John McArthur, Jr. 1860

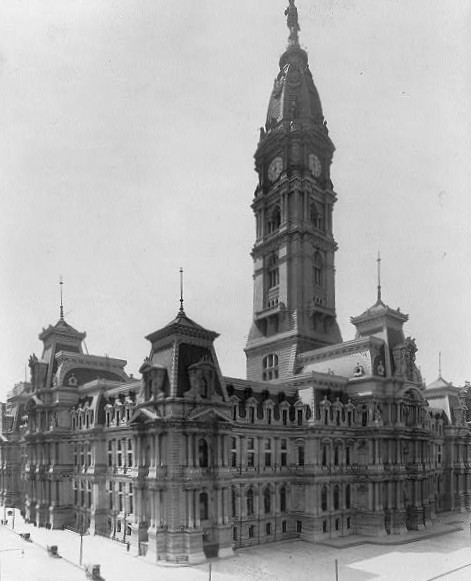
Philadelphia City Hall (1871–1901)

John McArthur, Jr. (* 13. Mai 1823 in Bladnock, Schottland; † 8. Januar 1890 in Philadelphia) war ein US-amerikanischer Architekt des Gilded Age.

## Leben
Mit zehn Jahren emigrierte der gebürtige Schotte in die Vereinigten Staaten und kam nach Philadelphia, wo er später eine Zimmermannslehre absolvierte und die Architekturschule der Carpenters’ Company of the City and County of Philadelphia sowie Kurse am Franklin Institute besuchte. Mit 25 Jahren gewann er 1848 seinen ersten Auftrag für das Philadelphia House of Refuge (heute Glen Mills Schools) und entwarf in der Folgezeit mehrere Hotels, Kirchen und Privathäuser in Philadelphia sowie öffentliche Einrichtungen und Bürogebäude. So unter anderem das Continental Hotel (1860) und das Public Ledger Building (1867) der gleichnamigen Zeitung in Philadelphia. Seine Arbeiten waren geprägt von den charakteristischen Mansarddächern im Stile des Second Empire. McArthurs bekanntestes Bauwerk ist die 1871 begonnene Philadelphia City Hall, dessen Fertigstellung 1901 er nicht mehr erlebte. Es war seinerzeit das höchste Gebäude in den Vereinigten Staaten und das höchste Bürogebäude der Welt. Während des amerikanischen Bürgerkriegs entwarf er 24 provisorische Militärkrankenhäuser, so zum Beispiel 1862 das Mower General Hospital mit 2.600 Betten.

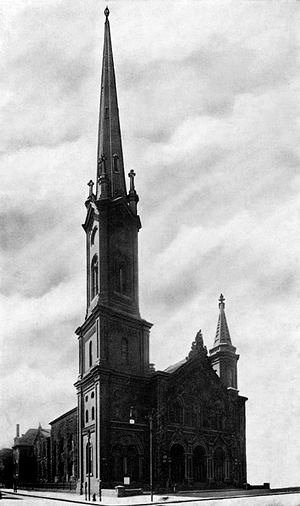
Die Tenth Presbyterian Church in Philadelphia (1856). Die hölzerne Spitze wurde 1912 auf Grund struktureller Probleme entfernt.
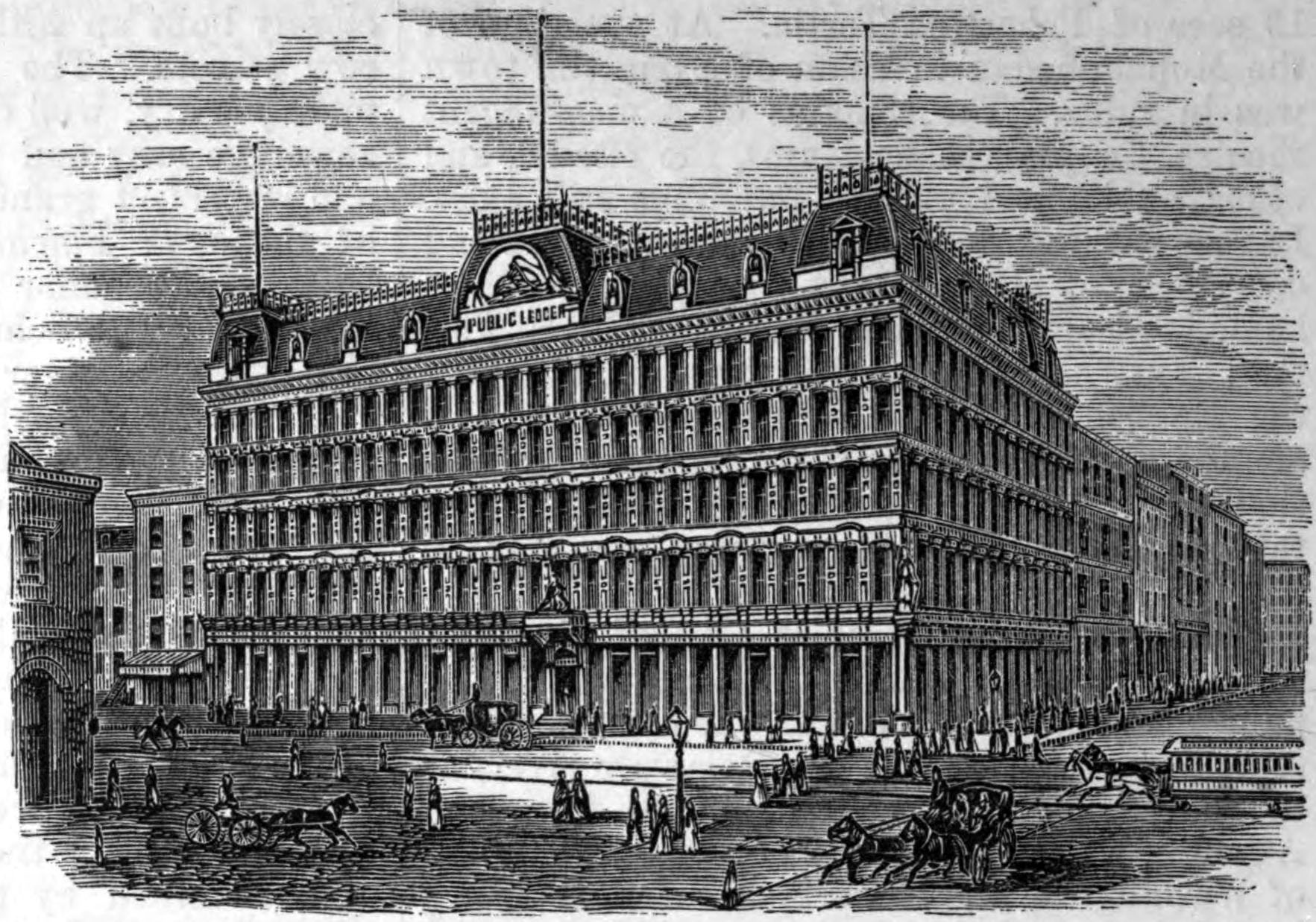
Das „alte“ Public Ledger Building der gleichnamigen Zeitung in Philadelphia, erbaut 1867. Nach dem Abriss 1920 Neubau an gleicher Stelle durch Horace Trumbauer 1924.
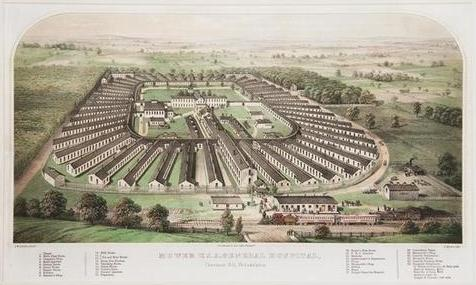
Das provisorische Mower General Hospital (1862) während des amerikanischen Bürgerkriegs, Lithografie von James Fuller Queen.
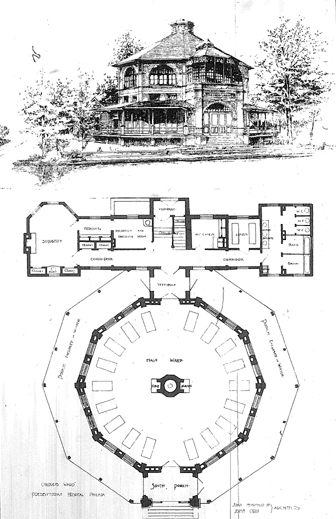
Die Kinderabteilung des Presbyterian Hospital in Philadelphia (1888).